# 13. dynastie

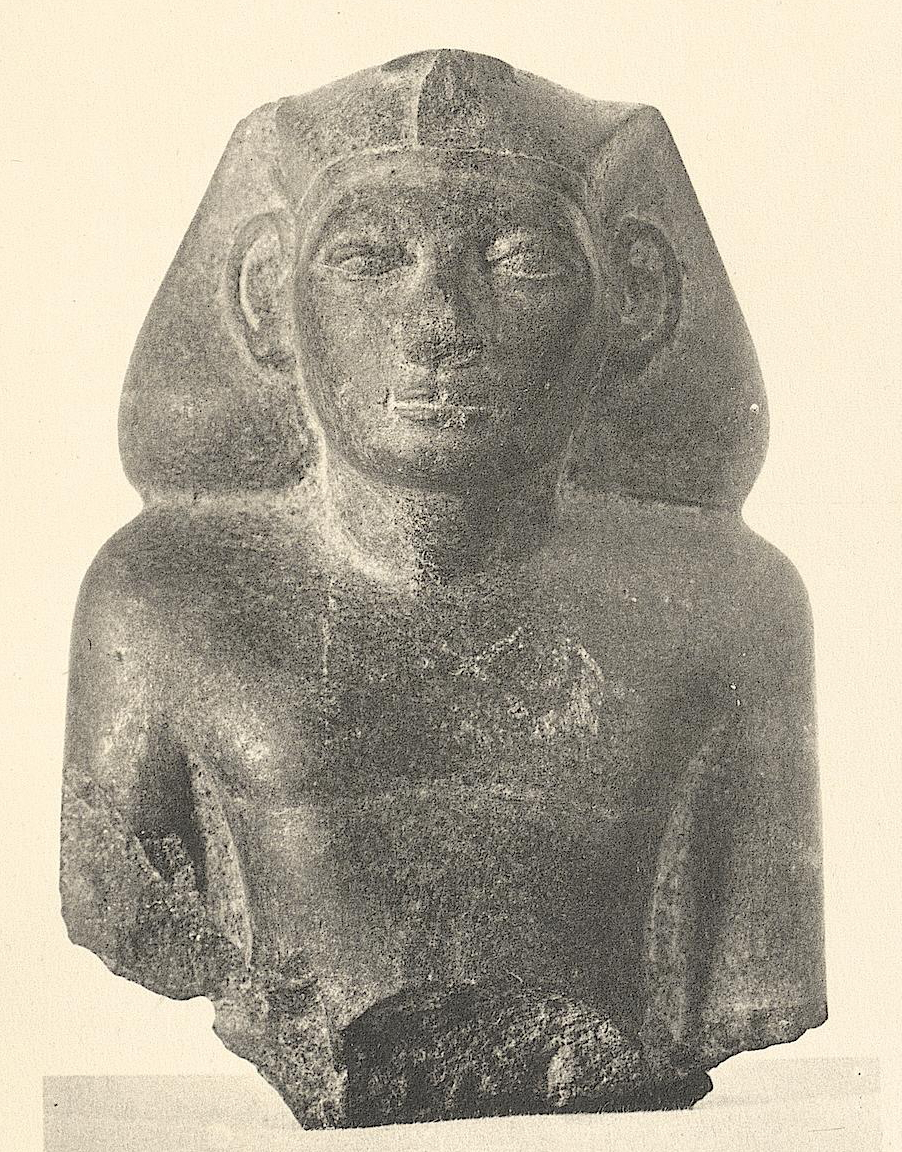
Socha Chendžera Userkare’, z jižní Sakáry

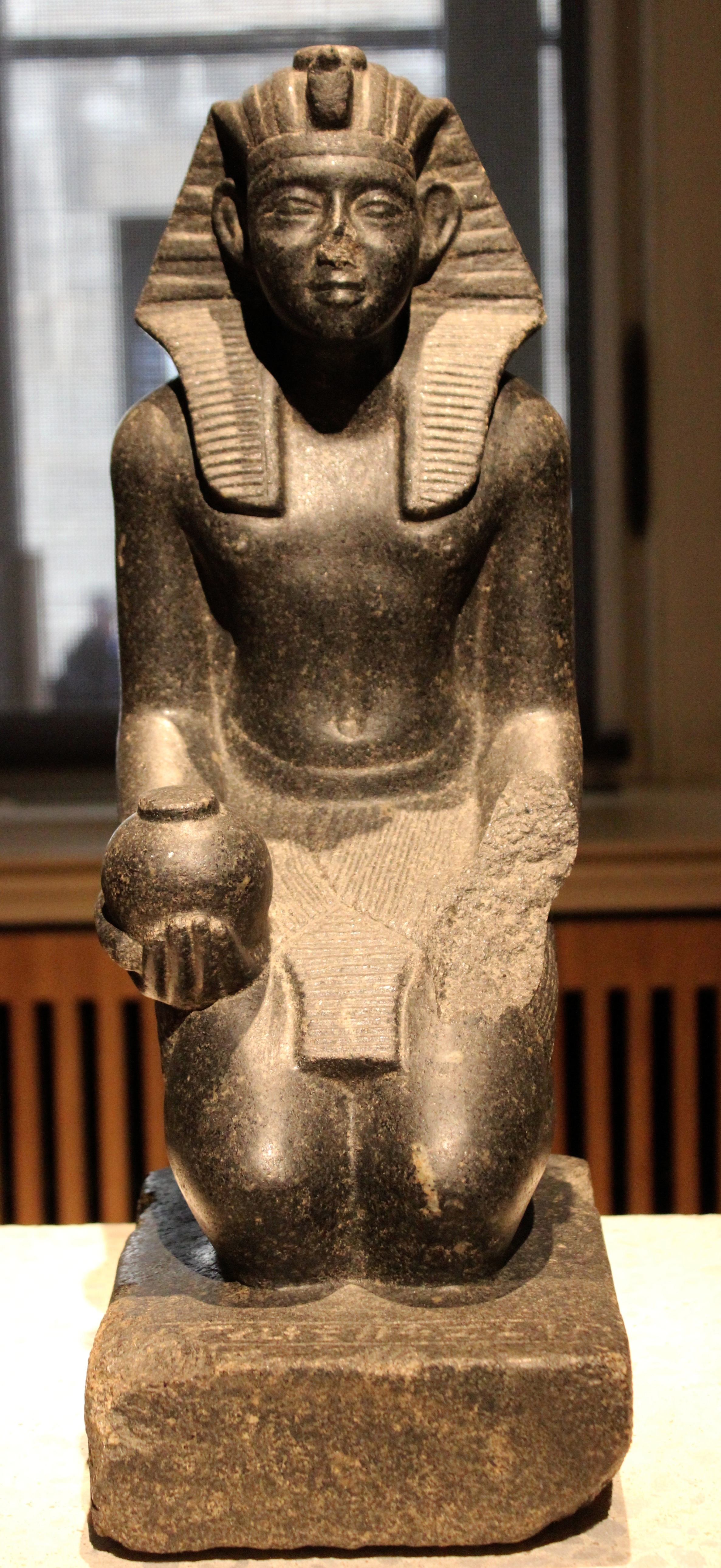
Sobek Khahotepre; Oriental Institute Museum, Chicago

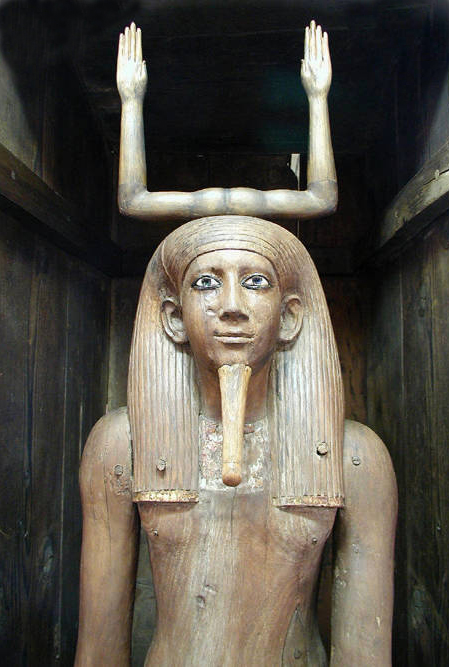
Socha ka krále Hora I.

13. dynastie se již povětšinou řadí do druhého přechodového období, která po předchozích dvou úspěšných dynastiích upadla do kolapsu v důsledku vzájemně synergických příčin. Projevem úpadku byl rozpad centrálních autorit, redukce dálkového obchodu, nestability na hranicích vedoucí k masové migraci populací, zejména ze Syropalestinské oblasti, prolínání kultur, omezení umění a redukce budování monumentálních architektur. Často to bylo doprovázeno lokálními konflikty a regionalizací správních struktur a konfliktem zájmů jejich lokálních vládců. Přehled králů a vládců v Druhé přechodné době, je nepřehledný a historicky problematický. Některé zdroje se odkazují na seznam Manehta, kde se pro 13. dynastii uvádí ~50 králů, jiné na Turínský královský papyrus pocházející z období vlády Ramesse II. v 19.dynastii (1279–1213 př. Kr.). Stejně problematický je seznam králů ve 14. dynastii. 15. dynastie je již označovaná jak Hyksóská.

## Panovníci
| w | g | F18 · f |

| w | g | F18 · f |

| sxm | R8A |

| sxm | R8A |

| i | mn · n | m | HAt · t | s | n · b | f |

| i | mn · n | m | HAt · t | s | n · b | f |

| mH · ib | N19 |

| mH · ib | N19 |

| kA | i | i | i | mn · n | m | HAt · t |

| kA | i | i | i | mn · n | m | HAt · t |

| Hr · tp · N19 |

| Hr · tp · N19 |

| I4 | R4 · t · p |

| I4 | R4 · t · p |

| N5 | N28 | S34 |

| N5 | N28 | S34 |

| x · n | Dr · r |

| x · n | Dr · r |

| R11 | R11 | L1 | G43 |

| R11 | R11 | L1 | G43 |

| sbk | Htp · t · p |

| sbk | Htp · t · p |

| D44 · N19 |

| D44 · N19 |

| nfr | Htp · t · p |

| nfr | Htp · t · p |

| grg · N19 |

| grg · N19 |

| I3 | R4 · t · p |

| I3 | R4 · t · p |

| anx | ib · N17 · N17 |

| anx | ib · N17 · N17 |

| I3 | R4 · t · p |

| I3 | R4 · t · p |

| anx | ib · N17 · N17 |

| anx | ib · N17 · N17 |